# 伊豆大瀬埼灯台
伊豆大瀬埼灯台（いずおせざきとうだい）は静岡県沼津市の大瀬崎突端にある灯台。1957年（昭和32年）11月点灯。高さ13m。光度8千5百カンデラ、光達距離12海里。

## 周辺
右画像は沼津市街地を臨む同灯台（2008年4月27日撮影）だが、手前左側にある錆びた円筒形の物体は漂着物で、灯台施設には無関係である。同灯台の立つ玉石の集まった海岸は、こういった大きな漂着物も多く、台風などでは激しい大波に晒される海岸であることがしのばれる。その一方、大瀬崎の灯台反対側にある湾は天候に左右されにくい穏やかな海域で、大瀬海水浴場として整備されているほか、湾から岬先端にかけてダイビングスポットとして知られている。
なお灯台は大瀬崎引手力命神社の敷地内（入場には要拝観料）であり、すぐ裏手は伊豆七不思議の一つである淡水の池「大瀬明神の神池」となっている。

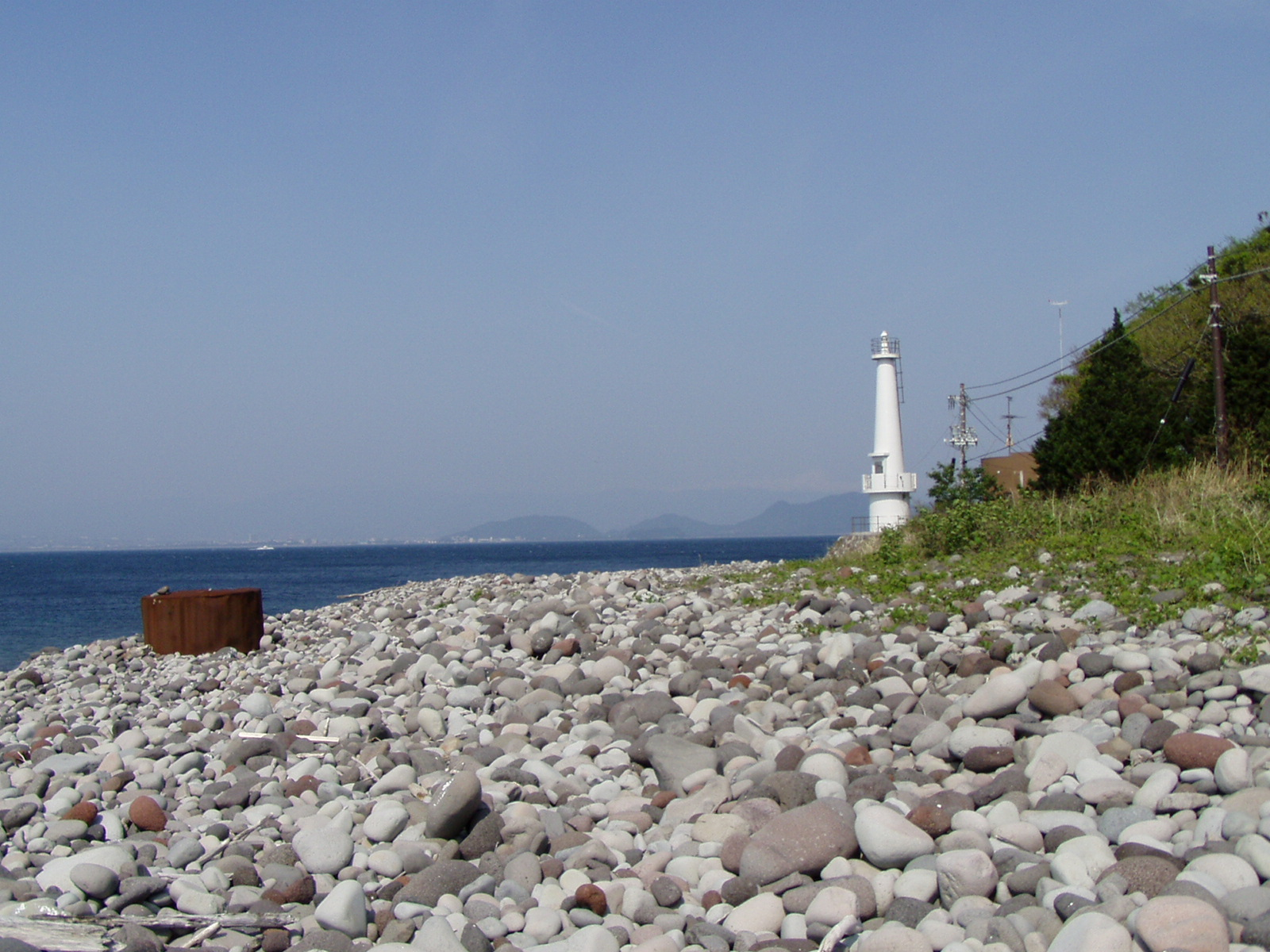
大瀬崎突端にある大瀬崎灯台
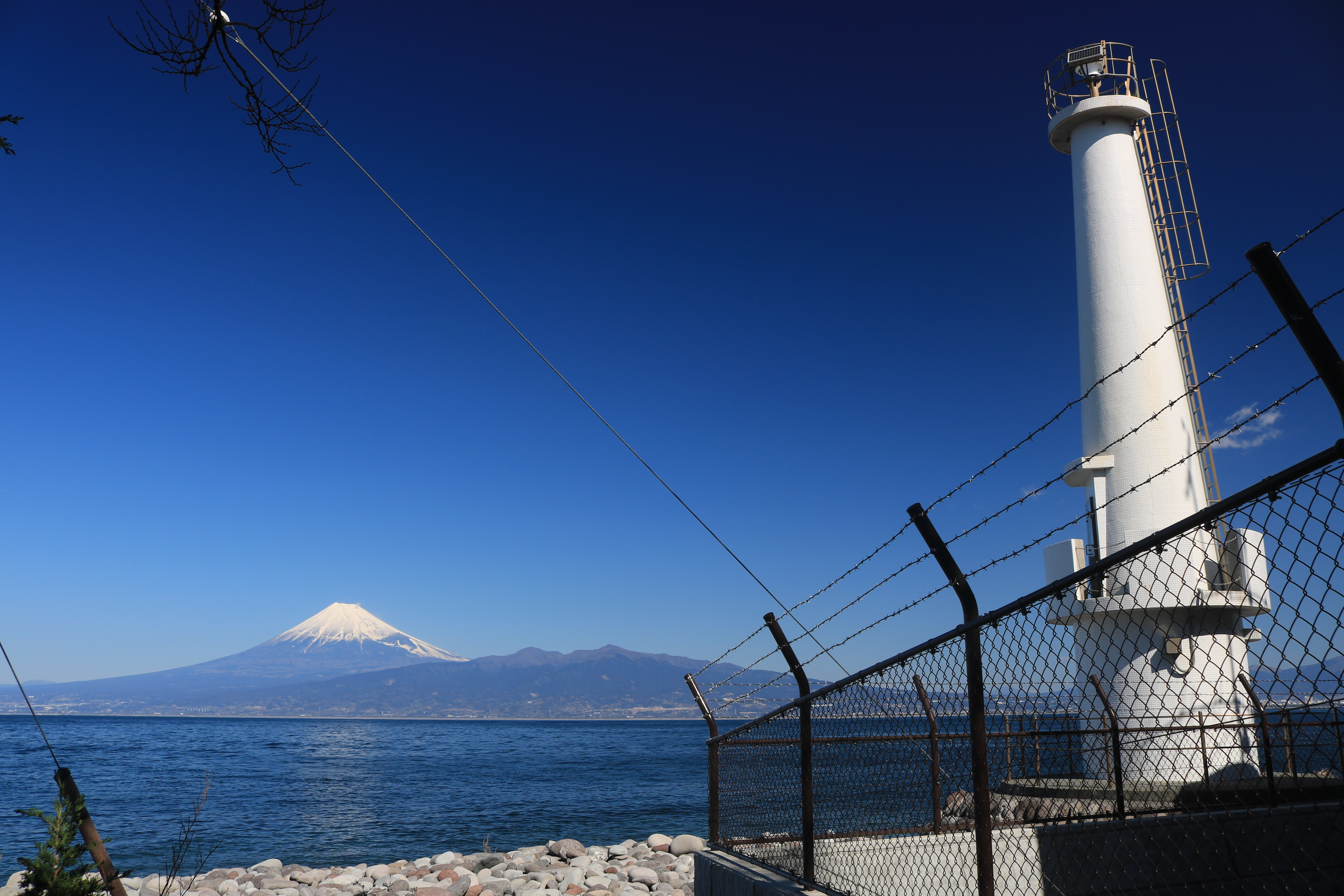
大瀬崎灯台と駿河湾越しの富士山と愛鷹山塊